# ۶۷۵ (قمری)
۶۷۵ (قمری)، ششصد و هفتاد و پنجمین سال در گاهشماری هجری قمری است. اول محرم این سال برابر با پانزدهم ژوئن سال ۱۲۷۶ میلادی است.

## زادگان
- سلطان سهاک، بنبانگذار آیین یارسان